# An American Prayer
An American Prayer album je rock sastava The Doors, objavljen godine 1978. godine.

## Popis pjesama
1. "Awake" – 0:36
2. "Ghost Song" – 2:50
3. "Dawn's Highway/Newborn Awakening" – 3:48
4. "To Come Of Age" – 1:02
5. "Black Polished Chrome/Latino Chrome" – 3:22
6. "Angels And Sailors/Stoned Immaculate" – 4:20
7. "The Movie" – 1:36
8. "Curses, Invocations" – 1:58
9. "American Night" – 0:29
10. "Roadhouse Blues" – 6:59
11. "Lament" – 2:19
12. "The Hitchhiker" – 2:16
13. "An American Prayer" – 6:53
  - "The End"
  - "Albinoni: Adagio"

### Reizdanje iz 1995. godine
1. "Awake" – 0:35
2. "Ghost Song" – 2:50
3. "Dawn's Highway" – 1:21
4. "Newborn Awakening" – 2:26
5. "To Come Of Age" – 1:01
6. "Black Polished Chrome" – 1:07
7. "Latino Chrome" – 2:14
8. "Angels And Sailors" – 2:46
9. "Stoned Immaculate" – 1:33
10. "The Movie" – 1:35
11. "Curses, Invocations" – 1:57
12. "American Night" – 0:28
13. "Roadhouse Blues" – 5:53
14. "The World On Fire" – 1:06
15. "Lament" – 2:18
16. "The Hitchhiker" – 2:15
17. "An American Prayer" – 3:04
18. "Hour For Magic" – 1:17
19. "Freedom Exists" – 0:20
20. "A Feast Of Friends" – 2:10
21. "Babylon Fading" – 1:40
22. "Bird Of Prey" – 1:03
23. "The Ghost Song" [extended version] – 5:19

## Popis izvođača
- John Densmore – Bubnjevi
- Robbie Krieger – Gitara
- Ray Manzarek – Klavijature
- Jim Morrison – Vokal

### Ostali izvođači
- Reinol Andino – Udaraljke
- Bob Glaub – Bas gitara u "Albinoni – Adagio"
- Jerry Scheff – Bas gitara

## Produkcija
- Producenti – John Densmore, Robbie Krieger, Ray Manzarek, John Haeny, Frank Lisciandro
- Asistent produkcije – Paul Black
- Aranžeri – Paul Black, Bruce Botnick, Cheech d'Amico, Paul Ferrara, Ron Garrett, John Haeny, Babe Hill, James Ledner, Frank Lisciandro, Rik Pekkonen, Fritz Richmond, Dr. Thomas G. Stockham, John Weaver
- Asistenti  – Paul Black
- Direktori – John Densmore, Robbie Krieger, Ray Manzarek, Frank Lisciandro
- Mastering – Bernie Grundman
- Remastering – Bruce Botnick, Paul Rothchild
- Programator sintisajzera – Arthur Barrow (u skladbi "The Movie")
- Direktor slike – Ron Coro, Johnny Lee, John Van Hamersveld
- Ilustracija – Jim Morrison
- Fotografija – Joe Bradsky, Paul Ferrara, Art Kane, Edmond Teske, Frank Lisciandro